# Yolanda Morazzo
Yolanda Morazzo Lopes da Silva (16 tháng 12 năm 1927 – 27 tháng 1 năm 2009) là một nhà văn nói tiếng Bồ Đào Nha và cũng là một nhà thơ.

## Tiểu sử
Yolanda Morazzo được sinh ra trên đảo São Vicente, Cape Verde vào thời thuộc địa của Bồ Đào Nha, một trong những cha mẹ của bà không phải là Cape Verdean. Bà là cháu gái của nhà thơ Jose Lopes da Silva, nhà thơ vĩ đại nhất giữa thế kỷ 20 ở Cape Verde và là một trong những người vĩ đại nhất mọi thời đại.
Mặc dù bà đã sống nhiều năm ở Bồ Đào Nha, nhưng bà gắn liền với phong trào Claridade của các nhà văn Cape Verdean. bà là một trong những người sáng lập Supuityo Culture, một bài phê bình văn học.
bà tốt nghiệp với bằng cấp cao về Văn học hiện đại Pháp và Pháp, tại Liên minh Française và tiếng Anh tại Viện Anh. Bà đã xuất bản bài thơ đầu tiên vào năm 1954. Bà đến Angola năm 1958 cùng chồng trong thời gian chiến tranh thuộc địa, bà cũng đến thăm năm 1968, một thời gian, bà làm việc tại đại sứ quán Nam Tư. Sau khi giành được độc lập ở Cape Verde cũng như Angola, bà đã xuất bản một cuốn sách có tựa đề Cantico de ferro: Poesua de Intervenção, Những hạt sắt: Thơ về sự can thiệp vào năm 1976.
Tác phẩm của bà xuất hiện trong Maria M. Ellen's Across the Atlantic: Anology of Cape Verdean Arts.
Một trong những bài thơ cuối cùng của bà đã được xuất bản năm 2004. Sau đó, tập thơ của bà có tựa đề Thơ hoàn chỉnh: 1954-2004 kéo dài 50 năm trong sự nghiệp thơ ca của bà, nó đã được xuất bản bởi Imprensa Nacional-Casa da Moeda vào năm 2006.
Bà qua đời tại Lisbon vào ngày 27 tháng 1 năm 2009 ở tuổi 81.

## Gia đình
Người thân của bà là những nhà văn nổi tiếng khác ở đảo, bao gồm António Aurélio Gonçalves và Baltasar Lopes da Silva, cũng như một nhà văn nữ khác, Ivone Ramos.

## Trong các phương tiện truyền thông khác
Bài thơ "Barcos" của bà có thể được tìm thấy trên CD Poesia de Cabo Verde e Sete Poemas de Sebastião da Gama của Afonso Dias.

## Sách
- Cantico de ferro: Poesia de Intervenção [The Iron thánh ca: Thơ của can thiệp] (Edições Petra, 1976). OCLC 46568357
- Poesia Hoàn thành: 1954-2004. [Thơ hoàn chỉnh: 1954-2004] Imprensa Nacional-Casa da Moeda, 2006. ISBN 978-972-27-1438-9 Mã số   979-972-27-1438-9. OCLC 799527623 OCLC   799527623